# Audi Sport GmbH
Audi Sport GmbH (llamada quattro GmbH hasta noviembre de 2016) es una empresa totalmente privada filial de la empresa alemana fabricante de automóviles Audi AG, parte a su vez del mayor fabricante de automóviles alemán, el conglomerado empresarial Grupo Volkswagen (Volkswagen AG - VAG). 
Su sede se encuentra en Neckarsulm, cerca de Stuttgart, en la región de Baden-Württemberg. La fábrica se basa en la sede del ahora extinto fabricante de automóviles alemán (y del motor rotatorio sin pistón Wankel) NSU Motorenwerke AG (NSU).
La empresa ha estado registrada como fabricante de coches de alto rendimiento desde 1996. Los modelos R y RS deportivos de Audi se fabrican en las instalaciones de Audi Sport en “Böllinger Höfe” (R8) y en Neckarsulm e Ingolstadt. la compañía consta de más de 1100 empleados.

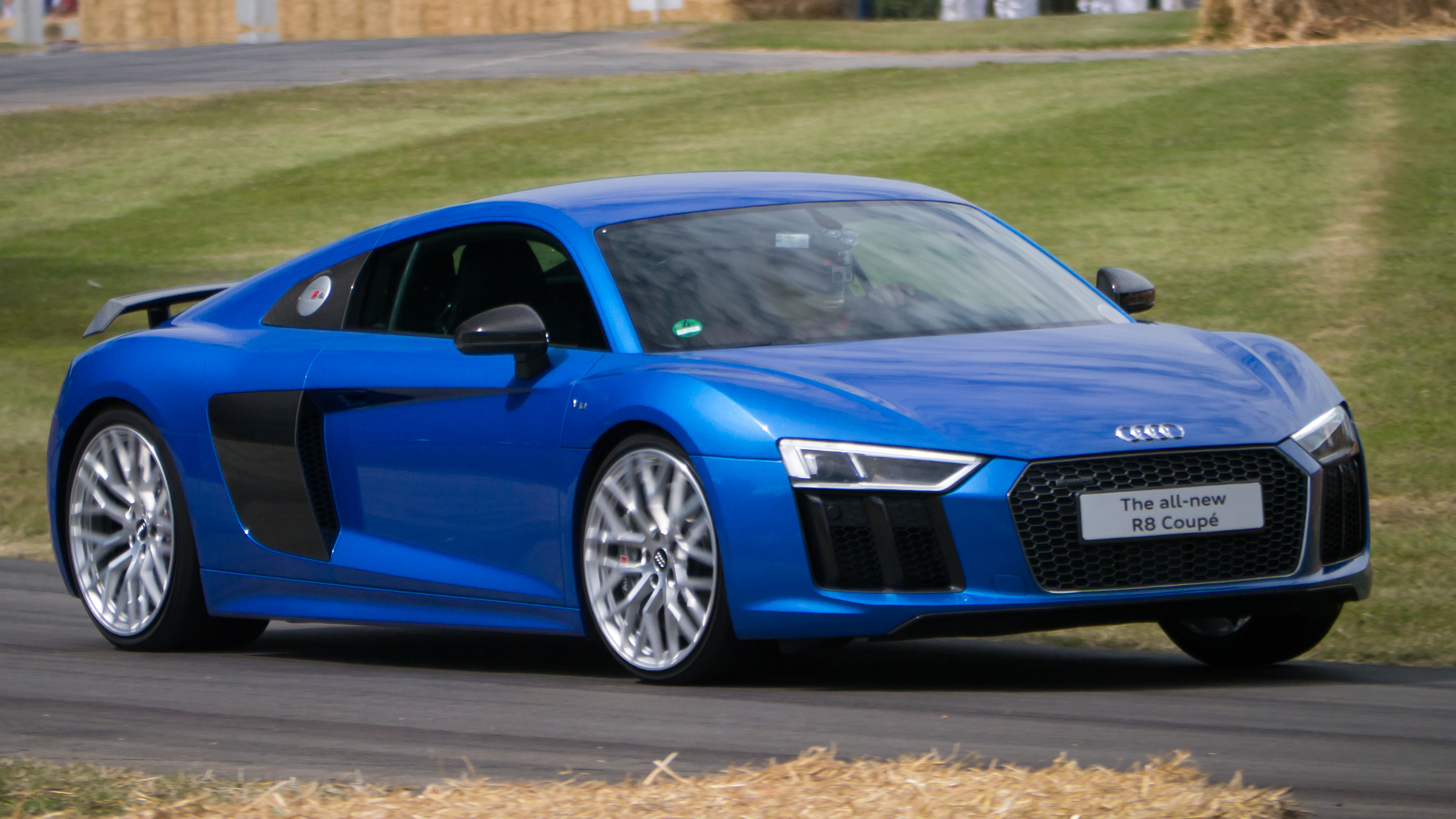
Audi R8

## Área de negocio
quattro GmbH se especializa en cuatro áreas clave, incluyendo el diseño, prueba y producción especializada y de alto rendimiento de automóviles Audi, como el R8, RS4 y RS6.  Asimismo, es especialista en diseñar y producir componentes del automóvil (como los parachoques delantero y separadores, faldones laterales, parachoques trasero, difusores, y saboteadores) que se utilizan principalmente en la línea S de Audi.

## RS

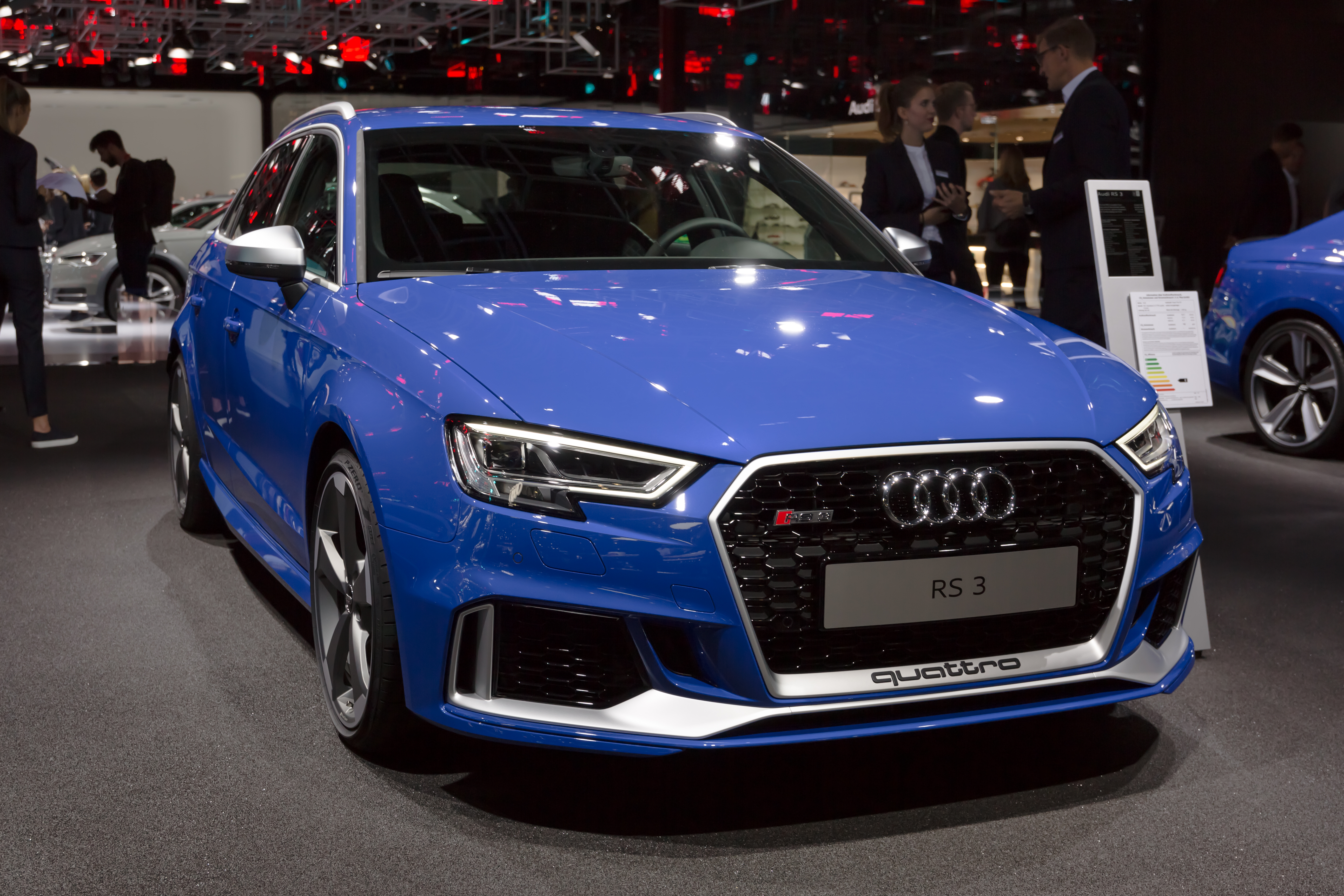
Audi RS3

Los Audi RS son coches con carácter distintivo deportivo, capacidad dinámica y de altas prestaciones.  La tecnología y el atractivo visual son comparables con las de automóviles deportivos de elevadas prestaciones como el Porsche 911. Sin embargo, la serie RS se basa en una berlina o sedán convencional, o en vehículos familiares; estos vehículos incluyen todos los estándares de comodidad, lujo y sentido práctico, de los vehículos de serie del mercado, incorporando las funciones y amenidades de otros modelos de regulares. Audi Sport GmbH crea, diseña, desarrolla y produce todos los modelos RS en relación con la compañía matriz Audi AG. 
Situado por encima de la línea "S" ("Sport") de Audi, los vehículos con la especificación de  Audi RS ("Renn Sport" - en español: "deportivo de carreras") suelen ser producidos en unidades limitadas, y por periodos de tiempo limitados.

## S line
Audi produce principalmente la opción conocida como S. Esto es desarrollado y creado por quattro GmbH de Audi AG para prácticamente todos los modelos de la gama Audi.  La "S line" se basa en un énfasis deportivo, y se centra principalmente en la suspensión, junto con mejoras en el interior deportiva para tapicería y los asientos, con un estilo exterior deportivo.